# Kuschkow
Kuschkow (niedersorbisch Kuškow) ist ein Ort der Gemeinde Märkische Heide im Landkreis Dahme-Spreewald in Brandenburg. Das Dorf liegt etwa 110 Kilometer südöstlich von Berlin am Rande des Biosphärenreservats Spreewald und hat ungefähr 400 Einwohner. Die Fläche des Ortsteils beträgt 13,96 Quadratkilometer.

## Geschichte
Die erste urkundliche Erwähnung stammt aus dem Jahr 1328 als Kuzekow. Erste Siedlungen gab es aber schon deutlich eher, so wurden etwa 3.000 Jahre alte Urnenscheiben gefunden. Auch aus 600 n. Chr. stammen Funde. 
Kuschkow wurde am 26. Oktober 2003 in die Gemeinde Märkische Heide eingegliedert. Nach einer Entscheidung des Verwaltungsgerichts Cottbus vom 20. Dezember 2023 gehört Kuschkow zum amtlichen Siedlungsgebiet der Sorben/Wenden.

## Einwohnerentwicklung
| 1875 | 640 | 1939 | 506 | 1981 | 451 |
| 1890 | 578 | 1946 | 756 | 1985 | 456 |
| 1910 | 516 | 1950 | 667 | 1989 | 435 |
| 1925 | 528 | 1964 | 565 | 1995 | 427 |
| 1933 | 514 | 1971 | 543 | 2002 | 407 |

## Baudenkmale
In der Liste der Baudenkmale in Märkische Heide sind für Kuschkow zwei Baudenkmale aufgeführt:
- Die aus dem 19. Jahrhundert stammende Dorfkirche Kuschkow wurde möglicherweise nach Plänen Karl Friedrich Schinkels errichtet.
- ein Fachwerkwohnhaus (Dorfanger 16)

## Persönlichkeiten
Die Musiker Christian und Robert Lillinger wuchsen in Kuschkow auf.